# Ipomopsis depressa
Ipomopsis depressa là một loài thực vật có hoa trong họ Polemoniaceae. Loài này được (M.E. Jones ex A. Gray) V.E. Grant mô tả khoa học đầu tiên năm 1956.